# 红旗渠源头
红旗渠源头，位于山西省长治市平顺县石城镇崔家庄村，是一处山西省文物保护单位。
2021年8月4日，红旗渠源头公布为第六批山西省文物保护单位，年代为1960年，近现代重要史迹及代表性建筑类，编号6-326。